# Maison de Wavrin
La Maison de Wavrin est une famille noble de l'ancien comté de Flandre, qui s'est éteinte à la fin du XVe siècle. La fondation de la ville de Wavrin en Flandre picarde avec ses propres armes (les mêmes que celui de la maison de Wavrin), remonte aux environs de l'an 1020. On trouve une première mention de la seigneurie en 1011.
La maison de Wavrin commence avec Thierry, fils de Roger seigneur de Wavrin en 1018, qui meurt en 1066 (cette seigneurie faisait partie de la châtellenie de Lille dans la Flandre romane) et par son petit fils Roger qui est qualifié en 1135 de dapifer (traduit par sénéchal), charge comtale que ses descendants se transmettront jusqu'en 1411.
Son nom a été relevé par la famille de Wavrin de Villers-au-Tertre, d'ancienne extraction.
Cette seconde famille revendique être issue de la première et en a repris le nom et les armes, changeant son patronyme De Sauchoy en De Villers-au-Tertre au XVIIe siècle, puis De Wavrin de Villers-au-Tertre à la fin du XVIIIe siècle, elle s'est éteinte en 2016.

## Origine, noblesse
Charles Duvivier indique un acte de donation à l'abbaye de Saint-Amand, rédigé entre 1018 et 1031 qui cite un Roger de Wavrin.
À côté du chambellan et du connétable, des officiers apparaissent dans l'entourage des comtes de Flandre sous la désignation de dapifer, butivularius et pincerna, assimilées plus tard à celle de sénéchal.
Une charte de Robert comte de Flandre datée du 31 octobre 1089, a pour témoins " Radulfi camerarii, Rodberti pincernæ, Gerardi præstabularii, Galteri dapiferi,.. ", dont on ignore les lignages.
Dans une charte de donation datée de 1123, Charles 1er, comte de Flandre, mentionne "Balduinus dapiferus meus et Balduinus filius Lethardi et uxor eius Gerberga" 
Dans un acte de 1135, est mentionné Rogerus dapifer, identifié à Roger de Wavrin.
La généalogie publiée en 1866 par Félix-Victor Goethals fait remonter la filiation continue à ce Roger, seigneur de Wavrin et de Malannoy, sous Thierry d'Alsace, de 1135 à 1166. Il indique que dans un acte de 1197, Baudouin, comte de Flandre et de Hainaut parle de Sibille de Wavrin, sa parente.
Brassart cite une charte datée de 1177 dans laquelle Hellinus dapifer Flandrensis donne la propriété de Vaucelles, avec le consentement de sa femme Torsella d'Arras et de son fils Philippe. La Chronicon Hanoniense mentionne le même Hellin de Wavrin, sénéchal de Flandre parmi ceux  qui sont morts en Palestine en 1191, au siège d'Acre.
Dans une charte d'émancipation de deux serfs, datée de 1193, on peut lire "Moi, Robert de Wavrin, seigneur de Lillers et sénéchal de Flandre, (...) avec la permission de Sibylle, ma femme bien-aimée, (...) également de mon très cher frère Hellin et de mes sœurs Hildrade, Marie et Ade, et de mes oncles Robert de Senghin et Goswin".
Les Wavrin furent de toutes les grandes batailles du Moyen Âge, plusieurs y laissèrent la vie : 3e et 4e croisades (1189-1192 et 1202-1204), Bouvines (1214), Walcheren (1253), bataille des éperons d'or (1302), Crécy (1346), Othée (1408), Azincourt (1415).

### Rattachement de la famille du Sauchoy, puis de Villers-au-Tertre
Les membres de la famille contemporaine de Wavrin de Villers-au-Tertre éteinte en 2016, ont été connus avec le patronyme de De Villers, dit du Sauchoy, jusqu'à la fin du XVIe siècle comme nobles bourgeois de Douai puis de Cambrai. Antoine et Ponthus de Villers, dits du Sauchoy, frères, se sont alors revendiqués comme descendants d'un certain Alleaume, seigneur de Villers, conseiller du Comte de Hainaut, connu par son sceau en 1294, puis ils ont cru que ce dernier appartenait à la famille de Wavrin en raison de la ressemblance des armoiries. Certains de leurs descendants ont commencé à partir du XVIIe siècle à prendre le nom et les armes de Villers-au-Tertre, et à partir de la fin du XVIIIe siècle celui de barons de Wavrin et de Villers-au-Tertre, avec les armes pleines des Wavrin. Ces changements de nom ont été ratifiés en 1632 par le roi d'Espagne Philippe III pour Jean-Baptiste de Villers-au-Tertre fait chevalier du Saint-Empire, en 1764 pour Albert Antoine de Villers-au-Tertre créé marquis par le roi de France.
En 1859, Charles-Frédéric de Wavrin Villers-au-Tertre est reconnu noble et fait comte "pour autant que de besoin" par le roi Léopold Ier. Le caveau de sépulture de cette branche française des Wavrin-Villers-au-Tertre, situé à Cambrin et contenant une inscription commémorative, fait mention de certaines desdites personnes..
Félix-Victor Goethals fait remonter le lien entre les Villers-au-Tertre et les Wavrin à Hellin de Wavrin, dit de Villers, seigneur de Villers et du Sauchoy, fils de Hellin, sire de Wavrin et de Lillers et de Marie, dame de Malannoy. Il avait épousé Isabeau de Cuelster et est mort après 1289. Un arrêt rendu par la cour souveraine de Hainaut le 15 mai 1676 cité par Goethals reconnait que la maison de Villers-au-Tertre et quelques autres maisons sont issues de la maison de Wavrin.
Une étude de 1948 a dénombré plus de trente familles qui ont cherché à se rattacher aux Wavrin, le plus souvent sur la base d'une ressemblance de leurs armoiries. L'auteur y affirme sa conviction d'un rattachement des Villers-au-Tertre aux Wavrin. Selon lui, le père d'Aleaume, seigneur de Villers en 1294, ancêtre supposé de la famille du Sauchoy dont il a été question plus haut, pourrait être Mathieu d'Auby, dont on ne connaît pas les armes, mais qui se disait seigneur de Villers; il serait lui-même le fils cadet de Barthélémy, seigneur d'Auby, connu dès 1192 et jusqu'en 1227, dont on possède un sceau à l'écu en abîme, mais avec une bande brochant sur le tout, ce qui pourrait être indicatif d'une appartenance à la famille de Wavrin; mais, ajoute-t-il, "le rattachement généalogique est difficile, il existe en effet sept familles portant aux XIIIe siècle et XIVe siècle le nom d'Auby".
Dans son ouvrage Anciennes familles de Belgique, Jean-François Houtart fait remonter de manière continue et prouvée la famille de Villers-au-Tertre à Colard, seigneur de Sauchoy, et à son épouse Jeanne d'Auberchicourt, vivants en 1376. Il manque donc un siècle, soit environ trois générations, pour le relier à Aleaume, seigneur de Villers en 1294, dont le nom et les armes ont été repris au XVIIe siècle. Leur fils, Thomas du Sauchoy était bourgeois et échevin de Douai en 1432.
Hervé Douxchamps écrit en 2017 que « Les anciens - et même les nouveaux – généalogistes reconnaissent une communauté d’origine des Villers-au-Tertre avec l’antique Maison de Wavrin, d’autant plus que leurs armes paraissent une brisure de celles des sénéchaux de Flandre… Néanmoins, nul n’a jamais prouvé le point de jonction des Villers-au-Tertre sur le tronc des Wavrin. ».

## Héraldique

### Armes, blasons

#### De Wavrin
- « D'azur à un écusson d'argent en abîme »

Des contre-sceaux aux armes des Wavrin ont été conservés pour la lignée des aînés : Hellin (1177), Robert (1193), Hellin II (1214), Robert II (1235, 1259, 1269), Robert III (1293), Robert VII (1385, 1412), Walleran (1437). Les cadets brisaient leurs armes d'un lambel de 3 ou 5 pendants: Robert Ier Brunel (1286), Behort de Saint-Venant (1372) et également certains bâtards.
Lors du tournoi voulu par Saint-Louis en 1238 à Compiègne à l'occasion du mariage de son frère Robert 1er d'Artois (qui porte les armes de France avec un lambel de gueule), avec Mahaut de Lorraine, on trouve dans la liste des trois cent trente-huit chevaliers qui y ont participé, et au septième rang des vingt-huit Flamands, no 211 « De Wavrain, sénéchal de Flandres, d'azur à l'écu d'argent ; H [eaume] aux l.[ambrequins] d'argent et d'azur ; cimier : une tête de licorne de sable bridée d'or » et au no 222 « Helius de Wavrain, comme au n°211 au lambel de gueule ».
Elles ont été représentées dans la salle des Croisades du château de Versailles (No 222) et en 1911 lors de la reconstitution à Compiègne à l'occasion des fêtes de Jehanne d'Arc du 28 mai au 5 juin 1911.

#### De Wavrin (de) Villers-au-Tertre
- Alleaume, seigneur de Villers, conseiller du Comte de Hainaut (1294)[23]: sceau à l'écusson en abîme acc. de 11 billettes en orle (Sceaux de Flandre no 1715);
- Hellin, seigneur de Campiaus (1292)[24] sceau à l'écusson en abîme acc. de 9 billettes en orle et au bâton en bande brochant (Sceaux de Flandre no 1716);

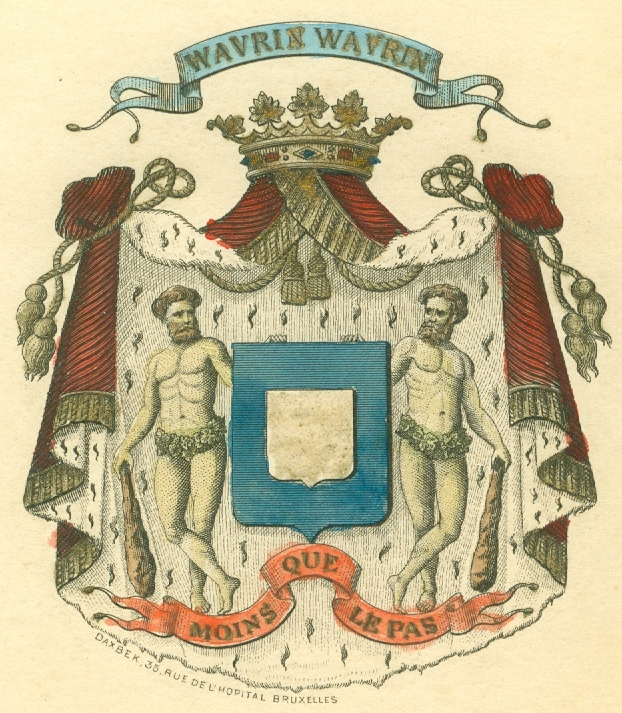
1859 De Wavrin Villers-au-Tertre

- 1859 « d'azur à un écusson d'argent en abîme, accompagné de onze billettes de même, rangées en orle. »[25].

Les armoiries reconnues aux Wavrin (de) Villers-au-Tertre par les lettres patentes belges en 1859 se décrivent comme suit : « d'azur à l'écusson d'argent, sommé de la couronne comtale du Royaume, tenants, deux sauvages de carnation appuyés sur leur massue, couronnés et ceints de feuilles de sinople ». Les armoiries françaises comportaient en plus un manteau de gueule sommé d'une couronne de marquis, ainsi que le cri et la devise[réf. nécessaire].

#### Armoiries communales contemporaines
La ville de Wavrin (seigneurie d'origine de la maison de Wavrin) a repris le blason primitif de la famille.
Plusieurs autres communes ont pris un blason identique avec ou sans variantes : Villers-au-Tertre, Masnières, Cauroir, Le Maisnil, Ligny-en-Cambrésis, Ligny-en-Weppes, Ostreville, Ramburelles, Hem-Lenglet et Salomé.

### Cri, devises
Wavrin avait comme cri : « Wavrin ».
Corneille Gaillard, roi et héraut d'armes de l'empereur Charles-Quint, rapporte vers 1550 « Wauryn, moers qui le passe ».
Devises
- Wavrin d'Helissart : « Moins que le pas » (Bauffremetz) Cette devise signifie qu'un Wavrin n'autorise pas ses ennemis à faire ne fut-ce que moins qu'un pas vers lui[28],[29].
- Wavrin Villers-au-Tertre : « Meurt qui le passe » (Belgique)[30],[29].

## Titres
- Jean-Baptiste de Villers-au-Tertre (+1633) a été fait chevalier, puis comte du Saint-Empire le 36 mars 1632 par le roi Philippe III d'Espagne.
- Albert-Antoine de Villers-au-Tertre (°1704) fut créé marquis de Wavrin-Villers-au-Tertre par le roi Louis XV (juin 1767).
- Alphonse-François de Villers-au-Tertre (1728-1802), premier pair du Cambresis, auteur de la branche belge, portait en France le titre de marquis avant la Révolution. Lui et ses descendants ont continué à porter ce titre quand ils se sont installés à Houdeng, dans ce qui deviendra la Belgique, ce titre étant alors considéré comme un « titre de courtoisie français »[31]. Il portait également le titre de comte de Villers-au-Tertre et du Saint-Empire[32].
- Charles-Frédéric-Amand de Wavrin Villers-au-Tertre (1811-1871), petit-fils d'Alphonse-François de Wavrin Villers-au-Tertre, s'est vu délivrer le 30 juillet 1859 par le roi Léopold Ier des lettres patentes de reconnaissance de noblesse et de concession du titre de comte transmissible à la primogéniture mâle[33]. Bien que les lettres patentes belges accordent à Charles-Frédéric de Wavrin-Villers-au-Tertre une concession du titre de comte, l'arrêté royal du 14 juin 1856 précise (art. 1): "Il est accordé à Charles Frédéric Amand de Wavrin Villers-au-Tertre reconnaissance de Noblesse et autorisation de continuer à porter le titre de comte".

## Principales branches
La généalogie de la famille de Wavrin fait apparaître plusieurs autres branches, toutes éteintes actuellement:
- De Saint-Venant, éteinte au XVIIe siècle,
- De Waisières,
- De Waziers-Wavrin, éteinte au XIXe siècle,
- De Bauffremez, éteinte au XVIIIe siècle,
- De Langlée,
- De Wavrin de Villers-au-Tertre, éteinte en 2016.

## Personnalités

### De Wavrin
- Roger III de Wavrin (ca. 1100 - ca 1169). La charge héditaire de sénéchal à la cour des comtes de Flandre a été établie en 1135 par Thierry d'Alsace, comte de Flandre[34].
- Roger de Wavrin, fils de Roger III de Wavrin, fut consacré évêque de Cambrai en 1180. Il participa au 3e Concile du Latran la même année. Parmi les canons importants issus de ce concile, nous trouvons : l’élection des papes à la majorité des deux tiers, l’interdiction des tournois, la gratuité de l’administration des sacrements, l’exhortation à la croisade contre les albigeois, la régulation du train de vie des prélats et l’excommunication de ceux qui fourniraient des armes aux Sarrasins. Il partit en Palestine lors de la 3e croisade où il prit la tête des armées flamandes avec le vicomte Raymond II de Turenne[35] et décéda lors du siège de Saint-Jean-d'Acre le 23 novembre 1191.
- Hellin de Wavrin, sénéchal de Flandre, frère du précédent, est décédé lors du même siège, quelques mois auparavant, le 14 avril 1191.
- Robert de Wavrin (1132-1226), frère des deux précédents, a épousé Adelis de Guînes, fille d'Arnould Ier de Guînes. À son retour de croisade, il fut dépêché, avec son neveu Pierre du Maisnil, par le roi de France Philippe Auguste, pour s'emparer de la Flandre en son nom.
- Hellin de Wavrin, dit le Neveu (mort vers 1235), fut fait prisonnier par les Français à la bataille de Bouvines (1214). Il fut libéré contre une des plus grosses rançons (6 000 livres). Il a épousé Felice (ou Felicie) de Montmirail, fille du Bienheureux Jean de Montmirail, et de son épouse Helvide de Dampierre.
- Robert de Wavrin (mort en 1360), maréchal de France vers 1345 sous le roi Philippe VI de Valois, chevalier, sire de Saint-Venant. Il combattit plusieurs fois les Anglais.
- Robert de Wavrin, sénéchal  de Flandre, et son fils Robert, combattent et trouvent la mort à la bataille d'Azincourt en 1415[36].
- Jean de Wavrin (ca. 1397- ca. 1473)[37], fils naturel de Robert de Wavrin (époux de Jeanne de Créquy), légitimé par Philippe le Bon (1437), duc de Bourgogne, et Charles VII (1447), roi de France, participe à plusieurs batailles dont celle d'Azincourt (1415) au cours de laquelle il perd son père, son frère et deux beaux-frères. Il est l'auteur du Recueil des Croniques et Anchiennes Istories de la Grant Bretaigne, à présent nommé Engleterre. Homme de lettres et grand bibliophile, il est à l'origine de nombreux manuscrits dont plusieurs furent illustrés par celui qui est passé à la postérité sous le nom de Maître de Wavrin.
- Waleran de Wavrin[38] (ca. 1418- après 1480), homme de guerre, conseiller, chambellan du duc de Bourgogne, neveu du précédent, fut nommé en avril 1444 par Philippe le Bon « capitaine, gouverneur et conducteur général des quatre galères et d'autres navires que le duc avait dans le port de Venise pour la guerre contre les infidèles »[39]. Il a participé à ce titre à ce que certains ont appelé la croisade de Varna.

### De Wavrin de Saint-Venant
- Philippine de Wavrin, dite de Saint-Venant, a épousé en 1255 Pierre de La Brosse, grand chambellan de France. Elle était la fille de Robert de Wavrin, sénéchal de Flandre, et d'Agnès de Coucy.

### De Waziers de Wavrin
- Charles de Waziers de Wavrin (1737-1816), dernier du nom, seigneur de Rebreviette et Walestine, capitaine au régiment de Saint-Ignon, dragons autrichiens, membre de l'état noble du Hainaut. Il a épousé Claire de Rodoan, dite du Carnoy.
- Joseph-Charles-Ghislain de Waziers de Wavrin, frère puiné du précédent, lieutenant-colonel au service du roi d'Espagne. Il a épousé Marie-Luce de Ghellinck.

### Du Sauchoy, de Villers-au-Tertre, de Wavrin (de) Villers-au-Tertre
- Antoine du Sauchoy (+1617), seigneur de Lyhove, prévôt de Cambrai, souche de la famille belge par son mariage en 1587 avec Madeleine d'Anneux, dame de Ligny, et son frère Ponthus du Sauchoy (+/1618), seigneur de La Clitte, font établir par Jehan Scohier vers 1582 une généalogie disant qu'ils descendent d'Alleaume, seigneur de Villers, connu en 1294 par son sceau "à l'écuson en abîme acc. de 11 billettes en orle", et commencent à se faire appeler du Sauchoy de Villers, puis de Villers dit du Sauchoy. Avec leur cousin Antoine de Gognies, gouverneur de Bruxelles, ils soutiennent le parti du roi Philippe II d'Espagne (1527-1598), et en 1595 la reprise de Douai par le Comte de Fuentès. Cela vaudra au fils de Ponthus d'être fait le 26 mars 1632 chevalier du Saint-Empire, puis comte par Philippe III d'Espagne sous le nom de:
- Jean-Baptiste de Villers-au-Tertre, seigneur de Cambrin, fait chevalier en 1632[40], lequel a eu deux fils: 
  - Léonard François de Villers-au-Tertre, dont le fils François de Villers-au-Tertre (né en 1674 et mort en 1735 en Guadeloupe), se fait appeler le Chevalier de Wavrin, tandis que son fils Pierre de Villers-au-Tertre, né en 1723 en Guadeloupe, mort en 1756 à Paris, mousquetaire en 1744 et 1745, se fait appeler le baron de Wavrin. Cette branche s'éteint en 1824 avec la mort de son fils unique Charles-Louis, qui se fait appeler Baron de Wavrin de Villers-au-Tertre, et prend les armes pleine de Wavrin.
  - Henri Ferdinand de Villers-au-Tertre, seigneur de Cambrin, dont les deux descendants:
    - Albert (1784-1815) et Albéric (1788-1815) de Wavrin Villers-au-Tertre périrent au combat lors de la bataille de Waterloo[41].
- Alphonse de Wavrin Villers-au-Tertre (1728-1802) épousa Marie-Françoise de Biseau, fille de Nicolas-François de Biseau, seigneur de Houdeng, actionnaire principal de la Société civile des Charbonnages du Bois-du-Luc, La Barette et Trivières, Saint-Denis, Obourg, Havré, la future Société anonyme des Charbonnages du Bois-du-Luc[42]. À la Révolution française, il émigra à Houdeng, devenant l'auteur de la branche belge. Sa descendance se retrouvera de manière quasi-interrompue dans les organes de gestion de Bois-du-Luc jusqu'à la fin de la liquidation de la société.
- Henri de Wavrin Villers-au-Tertre (1852-1908), fut président du comité de régie (1894-1908) de la Société civile des Charbonnages du Bois-du-Luc.
- Robert de Wavrin de Villers-au-Tertre (1888-1971), explorateur belge[43],[44]. Il consacra sa vie à étudier les peuplades indiennes d'Amérique du Sud. Il est l'auteur de nombreux livres, articles, photos et films. Un arrêt de la Cour d’appel de Gand (3 février 1960) a rectifié le nom "de Wavrin Villers-au-Tertre" en "de Wavrin de Villers-au-Tertre".
- Geneviève de Wavrin Villers-au-Tertre (1893-1945), sœur du précédent, résistante de la première heure[N 3], adjudant A.R.A., décédée au camp de concentration de Ravensbrück[45]. Elle a épousé Gaston de Behault (1886-1941). Leur fils, Ghislain de Behault, résistant lui aussi, s'est évadé de Belgique (1941) pour rejoindre la Royal Air Force.

## Pour approfondir

#### Sources actuelles
- Octave le Maire, A propos d'un mariage entre deux branches de la maison de Wavrin de Villers-au-Tertre (1788), in L'Intermédiaire des Généalogistes, no 115, 1/1965, p. 19-30
- Pierre Feuchère, La noblesse du Nord de la France, histoire sociale et généalogie, in Annales. Histoire, Sciences sociales, 6 mars 1951, pages 306-318[5]
- A. Mathias, Histoire de Wavrin, in Annales de la Société d'études de la province de Cambrai, Tome VIII, 1914.
- Oscar Coomans de Brachène, État présent de la Noblesse belge, séries 1960 à 1970 et 2003 à 2014
- Hervé Douxchamps, Les quarante famille belges les plus anciennes subsistantes : Wavrin de Villers au Tertre, article paru dans Le Parchemin, novembre - décembre 2017, 82e année, no 432, pp. 550-565.
- (nl) E. Warlop, Hellin I van Wavrin, Hellin I, Hellin III, Robrecht I, Robrecht II, Robrecht "Brunel", Robrecht III, Rogier I, Rogier II, Rogier III, Rogier aartsdiaken en bisschop, Brussel, Nationaal Biografisch Woordenboek T. 2, 1966
- M. Yans, Jean de Wavrin, Biographie nationale de Belgique T. 27, Bruxelles, 1938
- M. Yans, Waleran de Wavrin, Brussel, Biographie nationale de Belgique T. 27, 1938
- Fr. Bolen, Marquis Robert de Wavrin, Biographie nationale de Belgique, T. XLII, col. 763, Bruxelles, 1981.

#### Sources duXIXesiècle
- Félix-Victor Goethals, Histoire de la Maison de Wavrin, Bruxelles, 1866.
- Félix Brassart, Une Vieille Généalogie de la Maison de Wavrin, publiée avec des notes historiques et héraldiques sur les sénéchaux et les connétables de Flandre, d'après les chartes et les sceaux, éditeur L. Crepin, 1877.
- Charles-Emmanuel Poplimont, La Belgique Héraldique, Tome 11, Paris, 1867.
- Baron Isidore de Stein d'Altenstein, Annuaire de la Noblesse de Belgique, Bruxelles, 1857, p. 209ss.
- Joseph-François Michaud, Histoire des Croisades, Tome 1, Paris, 1877.
- Edward Le Glay, Histoire des Comtes de Flandre, Tomes 1 et 2, Bruxelles, 1843.
- P. Roger, Noblesse et chevalerie du Comté de Flandre, d’Artois et de Picardie, Amiens, 1873.

#### Ouvrages anciens
- P. d’Oudegherst, Annales de Flandre, Tomes 1 et 2, Gand, réédition 1789.
- Henri d’Outreman, Histoire de la Ville et du Comté de Valenciennes, Douai, 1633.
- André Du Chesne, Histoire généalogique de la Maison de Bethune, Paris, 1639.
- André Du Chesne, Preuves de l’Histoire des Maisons de Guines, d’Ardres, Gand et Coucy, 1631.
- Jean Le Carpentier, Histoire généalogique des Païs-Bas ou histoire de Cambray et du Cambresis, Tome 1, Leide, 1664.
- Père Anselme, Histoire généalogique et chronologique de la Maison royale de France, des pairs, grands officiers de la Couronne & de la Maison du Roy & des anciens Barons du Royaume, Tome 3, Paris, 1728.
- Comte de Saint Genois, Mémoires généalogiques pour servir l’Histoire des Familles des Pays-Bas (dites les Mémoires de Saint Genois), 1781.

#### Sources documentaires
- Chroniques de Froissart.
- Chronique de Gislebert de Mons, (Gisleberti Chronicon Hanoniense, 1784), nouvelle édition de Léon Vanderkindere, Librairie Kiessling, Bruxelles, 1904.
- Charles Duvivier, Actes et documents anciens intéressant la Belgique, Bruxelles, 1898 et 1903.